# 20016 Rietschel
A 20016 Rietschel (ideiglenes jelöléssel 1991 TU13) a Naprendszer kisbolygóövében található aszteroida. Freimut Börngen fedezte fel 1991. október 8-án.